# Nikolas Antoniou
Nikolas Antoniou, född 20 januari 2004, är en cypriotisk simmare.
Vid olympiska sommarspelen 2020 i Tokyo tävlade Antoniou i två grenar. Han slutade på 45:e plats på 50 meter frisim och på 40:e plats på 100 meter frisim och blev utslagen i båda grenarna i försöksheatet.